# 古謝夫區

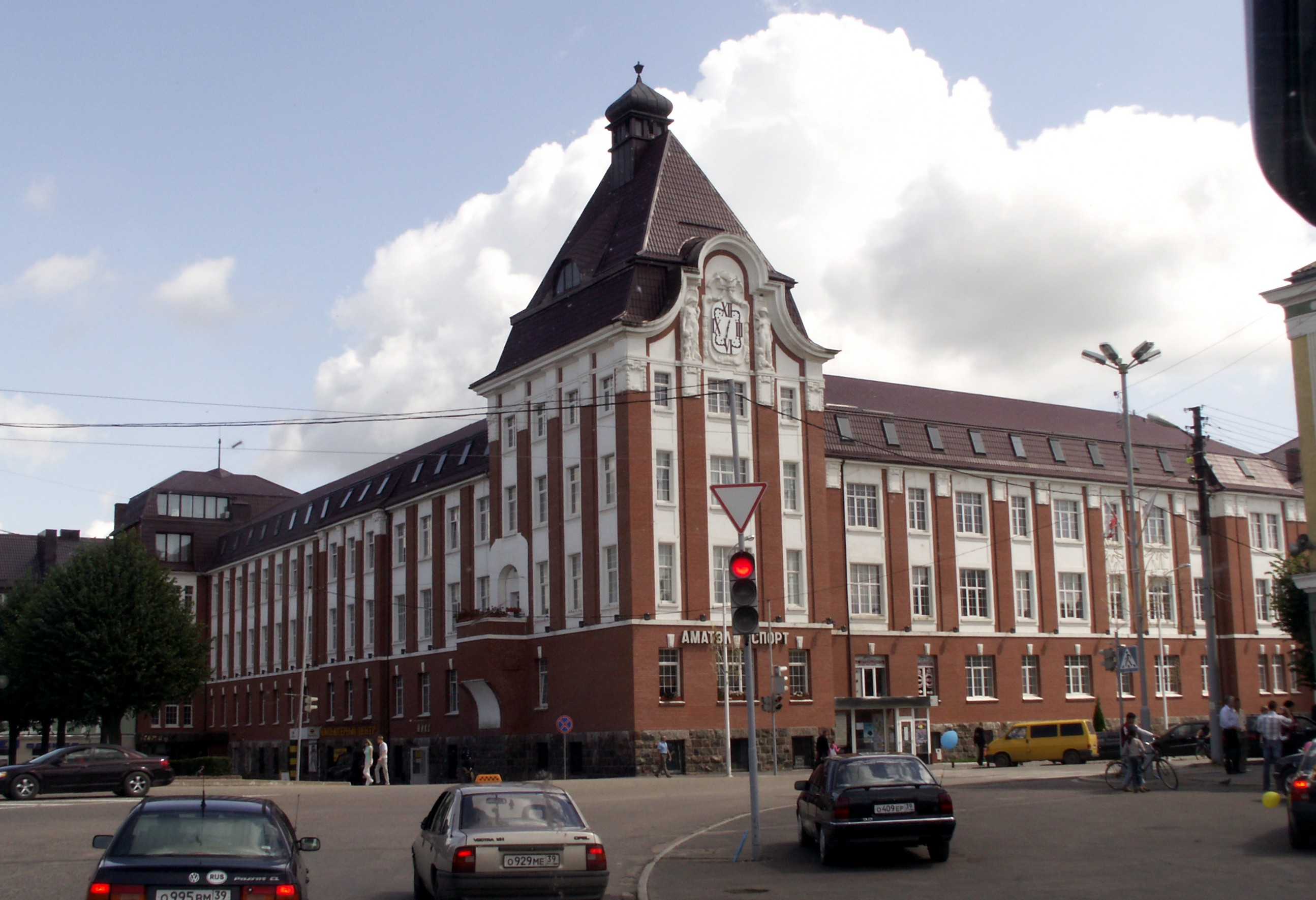

54°35′N 22°12′E / 54.583°N 22.200°E
古謝夫區（俄语：Гусевский район），是俄羅斯的一個區，位於該國西北部，由加里寧格勒州負責管轄，面積654.9平方公里，2010年人口37,142，人口密度每平方公里56.71人。